# Orden Alfons’ XII.

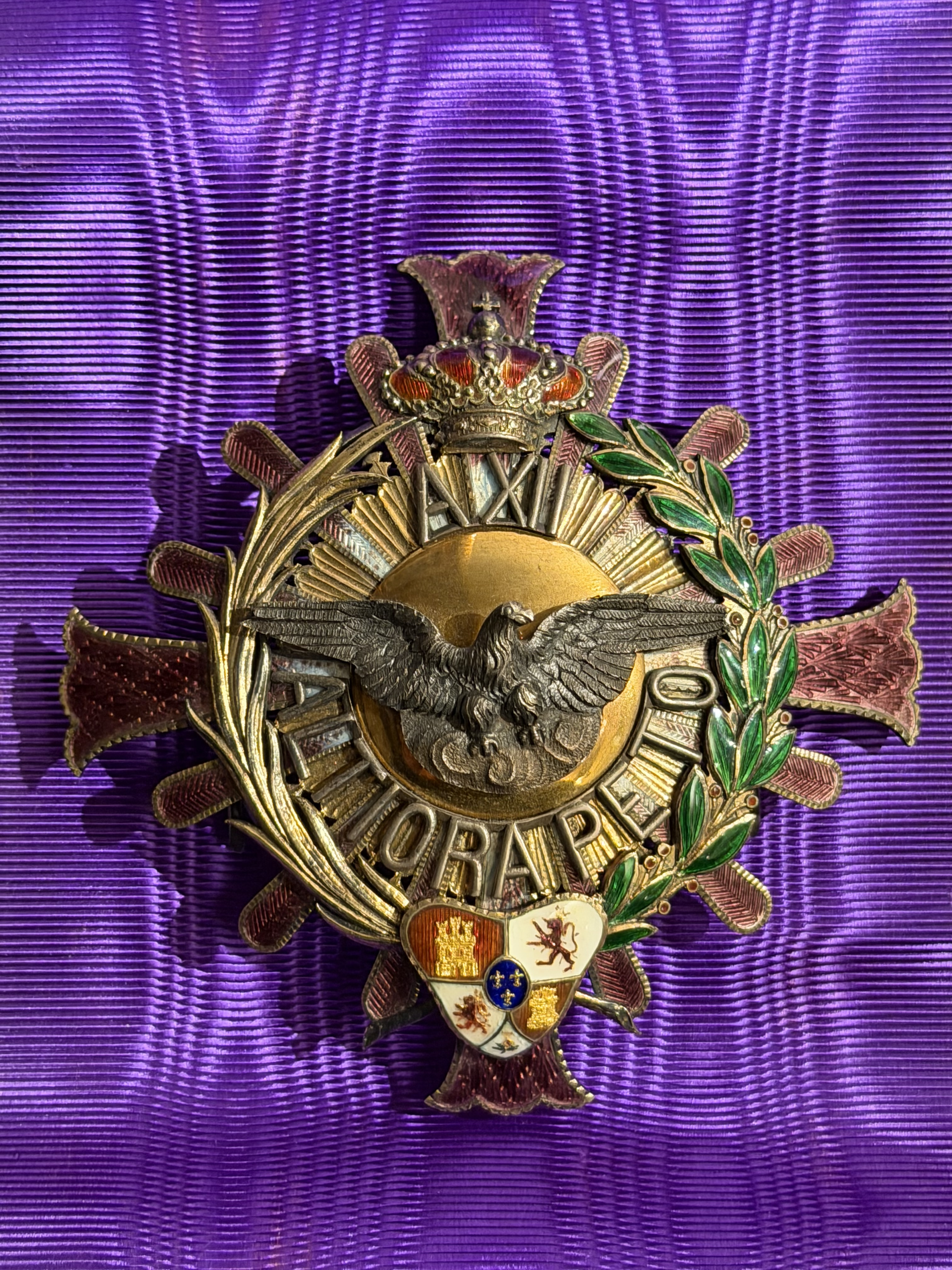
Bruststern des Ordens Alfons’ XII.

Der Orden Alfons’ XII. war eine spanische Auszeichnung zur Würdigung von Verdiensten auf den Gebieten Bildung, Wissenschaft, Kultur, Lehre und Forschung. Sie wurde von 1902 bis 1931 verliehen.

## Geschichte
Per Dekret von 23. Mai 1902 stiftete der spanische König Alfons XIII. den Orden. Der König benannte ihn nach seinem Vater Alfons XII. und unterstellte ihn der Verwaltung durch das Ministerium für Volkserziehung und die Schönen Künste. Die Statuten wurden am 31. Mai 1902 geregelt.
Der Orden bestand aus drei Klassen, wobei die zweite Klasse in zwei Stufen gegliedert war: Großkreuz, Kommandeur von Nummer, Kommandeur und Ritter. Zwischen dem 6. Juni 1902 und dem 10. April 1931 wurden insgesamt 237 Großkreuze und 390 Kommandeure von Nummer verliehen. In der Klasse der Kommandeure wurde der Bruststern ohne weitere Insignien wie Hals- oder Brustdekoration verliehen und getragen. Zu einem unbekannten Zeitpunkt wurde die Gestaltung des Sterns des Kommandeurs von Nummer wesentlich verändert: Die violett emaillierten Strahlen fielen weg und die goldfarbenen Strahlen der Sonne wurden verlängert.
Während der Zweiten Spanischen Republik galt der Orden per Dekret vom 26. Juli 1931 als abgeschafft. Nachdem per Dekret vom 11. April 1939 der Orden Alfons’ X. gestiftet worden war, konnten die Träger des Ordens Alfons’ XII. die Mitgliedschaft im neuen Orden beantragen. Diese Möglichkeit wurde durch Dekret vom 2. September 1988 beendet.